# Корнеев, Александр Васильевич
Алекса́ндр Васи́льевич Корне́ев (19 июня 1930 — 31 августа 2010) — советский и российский флейтист, дирижёр, музыкальный педагог. Профессор МГК имени П. И. Чайковского и ГМПИ имени М. М. Ипполитова-Иванова. Народный артист РСФСР (1987).

## Биография
Родился в семье Василия Николаевича и Юлии Антиповны Корнеевых, рабочих завода «Динамо». Средний из трёх сыновей (Владимир, Александр и Анатолий). Отец, Василий Николаевич, погиб на войне в 1942 году в районе города Сочи.
В 1943—1947 учился в Музыкальном училище при МГК имени П. И. Чайковского в классе В. Н. Цыбина. Затем продолжил обучение в Московской консерватории (классы В. Н. Цыбина и Ю. Г. Ягудина). В 1955 году окончил ассистентуру-стажировку по специальности «флейта» (руководитель Ю. Г. Ягудин). Также занимался в классе оперно-симфонического дирижирования у Б. Э. Хайкина (окончил в 1979 году).
С 1962 работал на кафедре духовых и ударных инструментов Московской консерватории (с 1993 — профессор).
С 1992 преподавал в Московской средней специальной музыкальной школе им. Гнесиных, Государственном училище духового искусства. С 1999 по 2010 профессор Государственного музыкально-педагогического института им. М. М. Ипполитова-Иванова.
Один из создателей камерного оркестра Московской государственной академической филармонии.
Член правления и председатель секции духовых инструментов Международного союза музыкальных деятелей, член Союза композиторов РФ, Союза театральных деятелей.
Почетный президент Международного благотворительного фонда «Дети и музыка»,
член редколлегии журнала «Музыкант-Классик».
Член Попечительского совета Общественного фонда «Русское исполнительское искусство».
Скончался 31 августа 2010. Похоронен в Москве на Троекуровском кладбище.

## Личная жизнь
- Первая жена — Валентина Корнеева (до замужества Решетняк).
  - Дочь: Ольга Александровна Корнеева.
- Вторая жена — Елена Георгиевна Корнеева[4], преподавательница Московской консерватории, концертмейстер[5].

## Концертная деятельность
Александр Корнеев прославился в первую очередь как исполнитель-солист. Ему посвящены произведения для флейты В. Г. Кикты, О. В. Тактакишвили, С. Н. Василенко, Э. Денисова, М. С. Вайнберга, Д. И. Кривицкого, Т. И. Корганова и других.
Первый исполнитель ряда произведений ведущих отечественных композиторов XX века: Д. Д. Шостаковича, Н. И. Пейко, А. И. Хачатуряна, С. С. Прокофьева, Т. Н. Хренникова, Д. Б. Кабалевского.
Выступал в ансамбле с С. Т. Рихтером, Э. Г. Гилельсом, Л. Н. Обориным, Н. И. Пейко, М. А. Фёдоровой, Т. П. Николаевой, Б. А. Руденко, И. Масленниковой, И. С. Козловским, Д. Ф. Ойстрахом, М. Л. Ростроповичем, О. Эрдели, квартетом имени Бетховена.
В 1949—1977 гг. был солистом БСО ВР и ЦТ. В качестве оркестрового музыканта играл под управлением Е. А. Мравинского, Н. С. Голованова, А. В. Гаука, Е. Ф. Светланова, К. Мазура, Н. Ярви, Г. Н. Рождественского, К. П. Кондрашина, К. Зандерлинга, Ш. Мюнша, С. А. Самосуда, Б. Э. Хайкина и многих других.
Как дирижёр впервые исполнил одноактные оперы А. Н. Холминова «Шинель» и «Коляска» по Н. В. Гоголю, сочинения В. Кикты.

## Педагогическая деятельность
Начал педагогическую деятельность в 1954 году в Музыкальном училище при Московской консерватории. С 1963 года преподаёт в Московской консерватории (с 1993 года — профессор). С 1992 года — в Московской средней специальной музыкальной школе имени Гнесиных, Государственном училище духового искусства. С 1999 года — профессор ГМПИ имени М. М. Ипполитова-Иванова.

## Награды
- II премия на Всемирном фестивале молодежи и студентов в Будапеште (1949)
- I премия на Всемирном фестивале молодежи и студентов в Берлине (1951)
- I премия на Международном фестивале «Пражская весна» (1953)
- Дипломант Международного конкурса музыкантов-исполнителей в Женеве (1958)
- заслуженный артист РСФСР (1967)
- народный артист РСФСР (1987)
- Государственная премия РСФСР в области музыкального искусства (1991) — за концертные программы 1988—1990 годов[6]
- премия Мэрии Москвы (1997)
- обладатель сертификата «Лучший педагог» (США, 2000).
- орден Почёта (2002)
- орден Петра Великого («За заслуги и большой личный вклад в развитие отечественной культуры и искусства», 2006),
- медаль «За мужество и гуманизм» и медалью «Честь и польза» Международного благотворительного фонда «Меценаты столетия» (2006).
- орден «За заслуги перед Отечеством» IV степени (2007).
- «Золотая» флейта России.

## Память
Именем Александра Васильевича Корнеева названа Детская школа искусств № 1 в городе Щербинка.